# Toshihiro Nikai
 (août 2024).
 (août 2024).
Si vous disposez d'ouvrages ou d'articles de référence ou si vous connaissez des sites web de qualité traitant du thème abordé ici, merci de compléter l'article en donnant les références utiles à sa vérifiabilité et en les liant à la section « Notes et références ».
Toshihiro Nikai (二階 俊博, Nikai Toshihiro), né le 17 février 1939 à Gobō dans la préfecture de Wakayama, est un homme politique japonais, membre du Parti libéral démocrate (PLD). Il est élu à la Chambre des représentants du Japon depuis 1983, d'abord pour l'ancien 2e district électoral de Wakayama de 1983 à 1996 puis pour son 3e district à partir de 1996. Il est ministre des Transports des Cabinets Obuchi et Mori I du 5 octobre 1999 au 4 juillet 2000, puis ministre de l'Économie, du Commerce et de l'Industrie du troisième gouvernement de Jun'ichirō Koizumi du 31 octobre 2005 au 26 septembre 2006 et de nouveau dans les gouvernements Fukuda et Asō du 2 août 2008 au 16 septembre 2009.

## Formation et carrière professionnelle
Fils d'un élu local au sein de l'assemblée préfectorale de Wakayama, Toshihiro Nikai est diplômé de la faculté de droit de l'université Chūō en 1961. 
Il se lie immédiatement au monde politique, en devenant, de 1961 à 1971, assistant parlementaire du député PLD de l'ancien 2e district de Shizuoka, et ancien ministre de la Construction, Saburō Endō.

## Carrière politique

### Les débuts
Il obtient son premier mandat électif en 1975 au sein de l'Assemblée préfectorale de Wakayama, où siégeait auparavant son père. 
Il est élu la première fois à la Chambre des représentants lors des élections législatives de 1983. Il arrive alors, avec 20,9 % des suffrages exprimés, à la seconde position dans l'ancien 2e district de Wakayama (correspondant aux trois-quarts sud de la préfecture) qui envoie alors 3 députés à la chambre au vote unique non transférable. Il est réélu dans cette circonscription en 1986 (21,23 %, seconde position), en 1990 (20,37 %, troisième position) et 1993 (38,57 %, première position). À partir de la réforme électorale de 1994, appliquée à compter des élections de 1996, qui crée de nouvelles circonscriptions territoriales uninominales, il est élu dans le nouveau 3e district de Wakayama (soit exactement le territoire de l'ancien 2e district). À la chambre il s'intéresse dans ses débuts essentiellement aux questions de construction, d'équipement et de transports (il obtient notamment son premier poste gouvernemental en étant secrétaire parlementaire auprès des ministres des Transports Akira Ōno puis Kanezō Muraoka dans le second cabinet de Toshiki Kaifu du 28 février 1990 au 5 novembre 1991).  
Membre dans un premier temps du PLD, il y adhère au « Club du Jeudi » (木曜クラブ, Mokuyō kurabu) ou « faction Tanaka », à laquelle appartenait son ancien mentor Saburō Endō, puis au « Groupe d'études d'Heisei » (平成研究会, Heisei Kenkyūkai) ou « faction Takeshita » qui a succédé au Club du Jeudi en 1985. En son sein, il devient l'un des principaux partisans d'Ichirō Ozawa qui milite en faveur d'une révolution conservatrice semblable à celle menée au Royaume-Uni par Margaret Thatcher. Ainsi, lorsque Ozawa, pour protester contre l'élection à la tête de la faction du modéré Keizō Obuchi en 1992, la quitte pour créer avec Tsutomu Hata son propre groupe de pression, le « Forum Réforme 21 » (改革 フォーラム 21, Kaikaku fōramu ni-jū-ichi), puis lorsque ce dernier quitte le PLD pour se constituer en parti politique, le Parti de la Renaissance, Toshihiro Nikai le suit dans la dissidence.

### La succession des partis politiques
De 1994 à 2000, il suit Ichirō Ozawa, dont il est considéré comme l'un des principaux lieutenants, dans différentes formations politiques : 
- le Parti de la Renaissance du Japon (PRJ) qui domine la coalition anti-PLD qui gouverne de 1993 à 1994. Toshihiro Nikai est d'ailleurs secrétaire parlementaire auprès du ministre des Transports du cabinet de Morihiro Hosokawa, à savoir le socialiste Shigeru Itō, du 9 août 1993 au 28 avril 1994.
- le Parti de la Nouvelle frontière (PNF) qui réunit les opposants néo-conservateurs et néo-libéraux opposés à la grande coalition PLD-PSJ-NPP de 1994 à 1997. Il en devient le directeur de la division des stratégies électorales en septembre 1995, après les succès remportés par le parti lors des élections de certains gouverneurs de préfectures et de la moitié de la Chambre des conseillers cette année-là.
- le Parti libéral fondé en 1998 par Ozawa et ses partisans après l'explosion du PNF. Toshihiro Nikai en devient le président du Comité à la Diète et, à ce poste, est un des principaux artisans de la formation d'une coalition tripartite entre le Parti libéral, le PLD et le Nouveau Kōmeitō. Il y acquiert une réputation d'excellent négociateur et stratège politique[1]. À partir du 5 octobre 1999, il est le représentant de son parti au sein du cabinet de Keizō Obuchi, en tant que ministre des Transports et directeur général de l'Agence de développement d'Hokkaidō.

Bien qu'ayant toujours été très proche d'Ichirō Ozawa, il s'oppose à lui lorsque celui-ci décide de faire quitter le Parti libéral de la coalition gouvernementale, et participe le 1er avril 2000
à la fondation du Parti conservateur (qui devient le 26 décembre 2002 le Nouveau Parti conservateur), aux côtés de l'ancienne actrice Chikage Ōgi et de Takeshi Noda. Il se maintient ainsi au sein de la majorité, et est maintenu au ministère du Transport dans le premier gouvernement de Yoshirō Mori, du 5 avril au 4 juillet 2000, il est alors, comme pour le Parti libéral auparavant, le seul représentant du Parti conservateur au sein du gouvernement. 
Partisan d'un réchauffement des relations avec la république populaire de Chine, il mène à ce poste les négociations qui aboutissent à la levée partielle des restrictions concernant l'obtention de visas japonais par des Chinois désirant se rendre dans l'archipel (alors qu'auparavant des visas n'étaient délivrés que pour des étudiants ou pour raisons professionnelles, il annonce le 6 juin 2000 que 5 000 visas seraient délivrés à des touristes chinois de juillet à décembre de cette année). Il tente également d'obtenir pour le Japon le contrat de construction d'une ligne de chemin de fer à grande vitesse entre Pékin et Shanghai. 
Lorsqu'il quitte le gouvernement le 4 juillet 2000, il devient, comme il l'avait été pour le Parti libéral, le directeur du Comité du Parti conservateur à la Diète, ainsi que secrétaire général adjoint du parti, devenant secrétaire général à partir de septembre 2001. Il est alors artisan du rapprochement de plus en plus fort entre son mouvement et le PLD, jusqu'à arriver à la fusion du 21 novembre 2003, au lendemain des élections législatives de 2003 au cours desquelles la représentation du Nouveau Parti conservateur était retombée à seulement 4 élus à la Chambre des représentants.
Au sein du PLD, Toshihiro Nikai regroupe derrière lui les anciens du NPC au sein de la Nouvelle Vague (新しい波, Atarashii Nami), ou « faction Nikai », l'une des plus petites factions internes au grand parti de droite avec seulement 16 parlementaires en faisant partie (14 représentants et 2 conseillers).

### Le stratège de Koizumi
S'il s'oppose dans un premier temps au projet de privatisation des sociétés publiques d'autoroute du Premier ministre Jun'ichirō Koizumi, il devient rapidement l'un de ses plus fidèles partisans en défendant notamment la privatisation de la poste japonaise. Il préside ainsi à partir de mai 2005 la Commission spéciale de la Chambre des représentants chargée de ce dossier. Connu pour ses qualités de stratège politique, de bon connaisseur des réseaux parlementaires et de négociateur de l'ombre, Koizumi le nomme en septembre 2004 directeur général du Bureau des Élections du PLD. À ce poste, il est l'un des principaux acteurs de la campagne du parti lors des élections législatives anticipées de 2005 : il contribue largement à l'élaboration de la tactique des « Assassins » (刺客, Shikyaku) et des « Femmes ninjas » (くノ一, Kunoichi), à savoir présenter contre les députés sortants qui ont quitté le PLD pour exprimer leur désaccord avec le projet de privatisation de la poste, ainsi que contre les principaux chefs de l'opposition, de relativement jeunes hommes et femmes entrés récemment sur la scène politique mais déjà assez médiatisés et entièrement acquis à Jun'ichirō Koizumi. Il est considéré également comme l'un des principaux artisans de la transformation du scrutin en un véritable référendum pour ou contre Koizumi et ses réformes libérales, autant d'éléments qui expliquent le large succès du PLD qui a lui-seul retrouve la majorité absolue à la Chambre des représentants (296 sièges sur 480).    
C'est pour le récompenser de son action aussi bien pour faire accepter par le parlement la réforme de la poste et dans la victoire électorale aux législatives que Jun'ichirō Koizumi lui confie pour la première fois le poste de ministre de l'Économie, du Commerce et de l'Industrie, l'un des plus importants portefeuilles du gouvernement japonais, dans son troisième et dernier cabinet du 31 octobre 2005 au 26 septembre 2006. Il est alors l'un des rares membres du gouvernement à être partisan d'un rapprochement avec la république populaire de Chine, et sert donc à apaiser les relations avec ce pays largement mises à mal par l'attitude du Premier ministre (et notamment ses visites au sanctuaire de Yasukuni, haut-lieu du nationalisme japonais). Il s'attache ainsi à ce poste à renforcer la coopération économique et commerciale dans la zone Asie-Pacifique, et hérite également du dossier de la gestion des retombées et de la suivi des contrats signés lors de l'exposition internationale spécialisée (ou exposition universelle) qui s'est tenue dans la préfecture d'Aichi du 25 mars au 25 septembre 2005. 

### Un poids-lourd du PLD
S'il quitte le Cabinet après le départ du pouvoir de Jun'ichirō Koizumi le 26 septembre 2006, il reste une personnalité de premier plan. Il retrouve ainsi la présidence du Comité du parti au sein de la Diète, avant de devenir, après l'élection à la tête du parti de Yasuo Fukuda (dont il partage le positionnement pro-chinois) en septembre 2007, le président du très influent Conseil général du mouvement, ce qui en fait le numéro 3, derrière Fukuda (président) et Bunmei Ibuki (secrétaire général).   
Lorsque Yasuo Fukuda décide de remanier son Cabinet le 1er août 2008, il est nommé à nouveau au ministère japonais de l'Économie, du Commerce et de l'Industrie, poste auquel il est confirmé le 24 septembre 2008 par le nouveau Premier ministre Tarō Asō. Dans un contexte de crise économique prolongée, à laquelle s'ajoute la crise financière de l'automne 2008, il s'oppose fortement à l'idée de provoquer des élections législatives anticipées, un temps envisagée par les ténors du parti pour profiter de l'état de grâce du nouveau Premier ministre pour confirmer le soutien populaire à une majorité de plus en plus impopulaire.
Après la défaite de la majorité aux élections législatives du 30 août 2009 (au cours desquelles il est l'un des rares députés libéraux-démocrates à conserver leurs circonscriptions), il est choisi par le nouveau président du PLD et chef de l'opposition Sadakazu Tanigaki pour être secrétaire général délégué et directeur du bureau de la contre-offensive électorale. Ses aptitudes de stratège politique, déjà mises à profit lors des législatives de 2005, sont une fois encore mobilisées en vue du renouvellement de la moitié de la Chambre des conseillers en 2010. Sa faction étant sinon réduite à seulement trois membres, il la fait fusionner le 5 novembre 2009 dans le Groupe pour un leadership volontaire (志帥会,  Shisuikai) de Bunmei Ibuki, la faction la plus conservatrice, voire traditionaliste, du parti. Toshihiro Nikai en prend la présidence déléguée. Puis, après le retour au pouvoir du PLD et l'élection de Bunmei Ibuki à la présidence de la Chambre des représentants le 26 décembre 2012, Nikai est élu le lendemain comme le nouveau chef de la faction.